# Plug computer
Un plug computer è un piccolo server che si inserisce direttamente nella presa di corrente. È progettato per gestire i dispositivi informatici presenti in una casa e per fare da ponte tra i dispositivi domestici e le applicazioni web-based. Hanno un basso consumo e sono progettati per stare sempre accesi. In pratica, un plug computer è un server per la rete completamente racchiuso in una presa di corrente.
Le sue applicazioni vanno dal media server, servizi di backup, file sharing e funzioni di accesso remoto. Questi apparecchi possono essere usati come ponte tra protocolli domestici come Digital Living Network Alliance (DLNA) e Server Message Block (SMB o Samba) e servizi cloud based.